# Triodontella burgeoni
Triodontella burgeoni är en skalbaggsart som beskrevs av Moser 1926. Triodontella burgeoni ingår i släktet Triodontella och familjen Melolonthidae. Inga underarter finns listade i Catalogue of Life.